# Żuk Stary
Żuk Stary – wieś w Polsce położona w województwie podkarpackim, w powiecie niżańskim, w gminie Harasiuki.
W latach 1975–1998 miejscowość administracyjnie należała do województwa tarnobrzeskiego.
Wieś jest sołectwem w gminie Harasiuki. 
Wierni Kościoła rzymskokatolickiego należą do parafii Podwyższenia Krzyża Świętego w Hucie Krzeszowskiej.

## Historia
Wieś wchodziła w skład dóbr krzeszowskich należących do Ordynacji Zamojskiej. Należy do najstarszych miejscowości gminy Harasiuki. W czasie rozbiorów stanowiła część zaboru rosyjskiego i znajdowała się na pograniczu rosyjsko-austriackim. Według Słownika geograficznego Królestwa Polskiego w 1827 roku we wsiach Żuk Stary i Żuk Nowy znajdowało się łącznie 18 domów i 127 mieszkańców.
W II RP wieś stanowiła część gminy Huta Krzeszowska. W 1921 roku we wsi znajdowały się 32 budynki mieszkalne, a zamieszkiwały ją 184 osoby. Wszystkie zadeklarowały wyznanie rzymskokatolickie i narodowość polską.